# История страхования в СССР

## Первые годы советской власти
Сразу после Октябрьской революции 1917 года советская власть берёт под свой контроль отдельные виды страхования, главным образом социального и медицинского, которые проводились до революции через страховые больничные кассы. Так 29 ноября 1917 года Народный комиссариат труда утверждает «Положение о страховом совете» - коллегиальном органе для «заведыванія всеми делами, относящимися къ страхованію рабочихъ», который становился прообразом органа страхового регулирования. А 16 декабря 1917 года выходит новое «Положение о страховом присутствии», которым оформлялась децентрализованная (региональная) система страхового надзора за работой рабочих больничных (страховых) касс. Однако попытки обеспечить определённую преемственность предпринимались только в этих социальных видах страхования, которые себя очень хорошо зарекомендовали до революции и в которых за счёт отчислений рабочих-пролетариев были накоплены значительные средства.
В первые годы советской власти была предпринята попытка ввести систему бесплатных государственных услуг и запретить всякую коммерческую деятельность. В этих условиях институт коммерческого страхования прекратил своё существование. Декретом 28 ноября 1918 года были ликвидированы все действовавшие в стране страховые общества, 18 ноября 1919 года — аннулированы договоры страхования жизни (без каких-либо выплат), а 18 октября 1920 года — вообще упразднён институт страхования с заменой на бесплатную помощь населению при наступлении чрезвычайных обстоятельств.
Однако в силу нехватки ресурсов и тяжести Гражданской войны эта схема помощи нуждающимся так и осталась на бумаге.
В 1925 году операции государственного страхования производились на основании общесоюзного законодательства, издаваемых в его развитие законоположений союзных республик, а также общих правил страхования и тарифов. Помимо Госстраха СССР страхованием имели право заниматься кооперативные организации, им было разрешено взамен обязательного государственного страхования организовать взаимное страхование собственного имущества при условии контроля и надзора со стороны Главного управления Госстраха и перестрахования у последнего в определённой доле своих рисков. Кроме того, разрешалось Народному комиссариату путей сообщения страхование пассажирского багажа со взиманием особых страховых сборов с объявленной ценности, а Народному комиссариату почт и телеграфов — почтовых отправлений.

## 1921-30-е годы
По мере развития внешней торговли встал вопрос о необходимости включения в круг операций Госстраха страхования экспорта и импорта. Переговоры Госстраха с иностранными страховыми обществами начались в середине 1922 года, и только 11 марта 1924 года, был заключён первый договор перестрахования с обществом «Лондон Иншуренс».
В 1925 году были начаты операции в Персии (Иране). В 1926 году было создано отделение Госстраха в Тегеране и в Китае.
На западе для обслуживания интересов советского экспорта и импорта в 1925 году в Лондоне было организовано Госстрахом при участии Наркомвнешторга и Центросоюза Черноморско-Балтийское генеральное страховое общество («Блекбалси» или «Биби») с капиталом в 100 тыс. фунтов стерлингов. В Германии (в Гамбурге) создаётся общество под наименованием Черноморско-Балтийское транспортное страховое общество («Софаг»), устав которого утверждён 1 сентября 1927 года.
В 1928 году было заключено соглашение о сотрудничестве Госстраха и Гострудсберкасс — предшественников Сбербанка России, в соответствии с которым Гострудсберкассы под контролем Госстраха производили операции по личному страхованию.
К середине 1930-х гг. возникла необходимость пересмотреть отношение к страхованию государственного имущества. Его отмена отразилась на темпах восстановления пострадавших от страховых случаев предприятий. 3 февраля 1938 года было принято Постановление «О государственном страховании имущества предприятий, учреждений и организаций». Госстрах получил возможность осуществлять добровольное страхование имущества, принадлежащего предприятиям и организациям; кооперативным, профсоюзным и общественным организациям. Также было введено обязательное страхование государственного жилого фонда. Изменения, однако, касались организаций, состоящих в местных бюджетах — те, что состояли в более высоких бюджетах (республиканских и союзных), нововведённому страхованию не подлежали.
В 1934 году Госстраху передали дела личного страхования, в 1936-м произошло объединение с Правлением Госстраха, которое было организовано для целей внешнеторгового страхования в  1931 году.
5 декабря 1936 года Конституция СССР вверила государственное страхование в сферу ответственности высших органов государственной власти Союза ССР.

## Великая Отечественная война
Вторая мировая война в корне изменила условия, в которых приходилось вести страховые операции. Главной задачей отрасли стала борьба с потерями от военных действий, что требовало адаптаций норм и тарифов, которые последовали в Указе Президиума Верховного Совета СССР от 8 июля 1942 года «Об изменении и дополнении Закона об обязательном окладном страховании» и постановлении Совнаркома РСФСР от 22 июля того же года № 491 «О внесении изменений в постановление СНК РСФСР от 27 апреля 1940 г. "Об обязательном окладном страховании». Более чем на 50 % были повышены нормы обеспечения по страхованию сельскохозяйственных культур и животных. Тем не менее обязательного страхования было недостаточно, поэтому в том же 1942 году было принято постановление «О добровольном страховании сельскохозяйственных культур, животных и средств транспорта», расширившее страховое обеспечение по указанным видам. Важность данных мер обусловливалась необходимостью одновременно как производить продукты питания для армии и гражданского населения, так и восполнять потери в сельском хозяйстве от военных действий. Тарифы по добровольному имущественному страхованию также были существенно переработаны. Был осуществлён переход от унифицированного тарифа к дифференцированному, учитывающему степень риска объекта страхования. Компанией Блекбалси весьма активно страховались поставки вооружения, оборудования и продовольствия, осуществляемые союзниками СССР (главным образом — США) по ленд-лизу и встречные поставки золота (а также леса) в оплату этих поставок.

### Имущественное страхование
Помимо сельского хозяйства, государственное страхование способствовало развитию промышленности. С начала войны значительная часть крупных предприятий, производящих товары широкого потребления, перестроилась на военный лад и была занята снабжением армии. В условиях военного времени особое значение приобрело сохранение существовавшего жилого фонда. Обязательность страхования государственного жилого фонда способствовала своевременному восстановлению строений после пожаров и других стихийных бедствий.
За 1941—1945 гг. Госстрахом на восстановление погибшего от стихийных бедствий имущества было выплачено около 600 млн рублей, в том числе колхозам — 430 млн рублей.
Большое значение придавалось страхованию в местностях, освобождённых от немецкой оккупации, осуществлялось оно на весьма льготных условиях. Сразу восстанавливалась ранее отменённая ответственность Госстраха по обязательному страхованию имущества колхозов, граждан и государственного жилого фонда, договоры добровольного страхования сохранялись в силе до конца предусмотренного в них срока.

### Страхование жизни
В декабре 1942 года коллективное страхование жизни ликвидировалось и вводились следующие виды индивидуального страхования:
- смешанное страхование с ответственностью Госстраха на случай смерти, инвалидности и дожития;
- смешанное страхование с дополнительной выплатой пенсий;
- упрощённое смешанное страхование;
- страхование на случай смерти от любой причины и утраты трудоспособности, происшедшей от несчастного случая;
- страхование от несчастных случаев.

В годы войны индивидуальное страхование жизни не получило широкого распространения и планы, как правило, не выполнялись. В некоторых республиках и областях досрочно было прекращено долгосрочных страхований жизни больше, чем выписано новых полисов. Поэтому задачей страховых органов стало закрепление достигнутого успеха и недопущение сокращения портфеля.

## Послевоенный период
В 1950-х гг. на основе решений XX съезда КПСС партия и правительство осуществили ряд масштабных мероприятий по снижению централизации в управлении хозяйством и повышению значимости союзных республик в хозяйственном и культурном развитии.
Одним из мероприятий по повышению роли и расширению прав союзных республик явилась реорганизация страхового дела. Постановлением Совета Министров СССР от 17 апреля 1958 года «О передаче местных органов Госстраха СССР в ведение министерств финансов союзных республик» непосредственное руководство переходило союзным республикам. В связи с принятым постановлением было ликвидировано Главное управление государственного страхования СССР, и вместо него в составе Центрального аппарата Министерства финансов СССР организован отдел государственного страхования. В союзных республиках создавались свои управления (главные управления) государственным страхованием. Такие преобразования усилили необходимость сохранить единство страхования во всех республиках.

### Индивидуальное страхование
В послевоенные годы наблюдается значительный рост операций по индивидуальному страхованию. Если в конце 1945 года по всем видам личного страхования было застраховано 1,8 млн человек, то на 1 января 1953 г. — 5,9 млн человек, в том числе по долгосрочным видам страхования жизни (смешанное, упрощённое смешанное, пожизненное) — около 1,4 млн и по краткосрочному страхованию от несчастных случаев — 4,5 млн человек..

### Усовершенствование системы
Успехи по восстановлению и развитию экономики создали предпосылки для более широкого развития добровольного страхования имущества колхозов и населения. Были предприняты меры для сокращения отставания в развитии добровольного страхования от темпов роста экономики. Проведённые мероприятия положительно повлияли на развитие и распространение добровольного страхования: в 1946 г. в добровольном порядке были застрахованы сельскохозяйственные культуры 22 % колхозов страны, в 1951 году — 29 %, а в 1953 г.— 30 %. Договоры по добровольному страхованию животных в 1946 году были заключены в 34 % колхозов, в 1951-м — в 40 %, а в 1953-м — в 42 %.
Совет Министров СССР 28 декабря 1948 года утвердил Положение о Главном управлении государственного страхования СССР и его органах. Это Положение определяло задачи и операции Госстраха СССР, а также права и обязанности, порядок образования и расходования средств, организационное устройство Госстраха и правила распределения накоплений. Положение существенно повысило роль государственного страхования в борьбе с потерями, их предупреждении и возмещении ущерба.
Руководство и контроль за деятельностью Госстраха осуществлялось Министерством финансов СССР, оно же утверждало инструкции, правила и тарифы, рассматривало планы по государственному страхованию, утверждало годовые отчёты и т. д.
После проведённой в декабре 1947 году денежной реформы экономическое значение государственного страхования возросло. При повышении роли денег в экономике, укреплении советского рубля, росте его покупательной способности и снижении цен роль имущественного и личного страхования в экономике страны, существенно усилилась.
С 1 января 1948 года баланс по Управлению иностранным страхованием был выделен из сводного баланса Госстраха СССР. При Министерстве финансов СССР было организовано Управление иностранного страхования СССР (в дальнейшем — Ингосстрах), которое было связано со внешней торговлей Советского Союза и страховало экспортные и импортные грузы, суда, советское имущество, которое находилось за границей. Ингосстрах, оставаясь внутри СССР подразделением Министерства финансов, в 1970 году получил возможность за пределами СССР пользоваться статусом акционерного общества со 100%-ным государственным участием — это было сделано для облегчения контактов с иностранными страховщиками.
с 1 января 1956 года было прекращено заключение договоров по обязательному страхованию государственного жилого фонда, а также добровольному страхованию имущества государственных учреждений, состоящих на местном бюджете и находящихся в их ведении предприятий и организаций.
Отмена данных видов страхования дала возможность страховым органам повысить уровень страхового обслуживания колхозов и населения. Для возмещения ущерба, причинённого стихийными бедствиями госучреждениям и предприятиям, использовались централизованные денежные резервы, образуемые в составе государственного бюджета, а также материальные и продовольственные резервы.

## 1961—1970 годы
В период 1962—1970 гг. были введены новые виды личного страхования, в том числе страхование детей, которое стало проводиться с 1 января 1968 года. Страхование детей позволяло родителям и другим родственникам создавать определённые сбережения к их 18-летию. По этому виду страхования в 1974 году было заключено 6 млн договоров.
28 августа 1967 года в соответствии с Указом Президиума Верховного Совета СССР и Постановлением Совета Министров СССР были определены новые условия страхования имущества колхозов и усилено централизованное руководство страховым делом Главное управление государственного страхования СССР было восстановлено. Также изменения внесли в Типовое положение об органах государственного страхования.

## 1971-80-е годы
За 1971—1976 гг. для популяризации добровольных видов страхования в кино, по радио, и телевидению была запущена реклама, которая сочеталась с лекциями, докладами, беседами.
С 1972 году была расширена ответственность по страхованию от несчастных случаев, упрощено оформление договоров смешанного страхования: оно стало заключаться без врачебного освидетельствования на любую сумму, также было введено смешанное страхование с удвоенной страховой суммой в случае утраты трудоспособности.
В течение 1976—1980 гг. был принят ряд постановлений, важных для дальнейшего развития государственного страхования:
1977 год — Постановление «О мерах по дальнейшему развитию государственного страхования»;
1978 год— Постановление «О совершенствовании порядка возмещения потерь совхозов и других государственных сельскохозяйственных предприятий от стихийных бедствий и иных неблагоприятных условий», которое распространило государственное страхование на имущество совхозов и других государственных сельскохозяйственных предприятий.
1 января 1977 года Госстрахом СССР было введено страхование к бракосочетанию (или свадебное). Новый вид соединял в себе черты смешанного страхования жизни и страхование детей.
В 1980 году по распоряжению правительства большой объём различных рисков, связанных с Олимпиадой-80 в Москве, был застрахован компанией Ингосстрах.
В начале 1980-х гг. в СССР проводилось страхование только самих транспортных средств, но не страхование гражданской ответственности их владельцев. К 1983 году общее число средств транспорта, находящихся в собственности граждан, превысило 20 млн единиц, тогда как в 1973 году оно было почти в два раза меньше. В свою очередь, в 1983 году число договоров составляло 4 млн единиц против 0,8 млн единиц соответственно. В то же время количество страховых случаев и фактов выплат неуклонно росло вместе в ростом частного автопарка и трафика. Если в начале 1970-х гг. доля договоров, по которым были произведены выплаты, составляла более 4 % , то десять лет спустя она превысила 9 %.
В СССР в 1981 году существовало 23 вида государственного страхования, в том числе 14 видов имущественного и девять — личного.

### Виды имущественного страхования
Имущественное страхование разделялось на пять отраслей:
- страхование имущества колхозов;
- совхозов и других государственных сельскохозяйственных предприятий;
- кооперативных и общественных организаций;
- граждан;
- государственного имущества, сданного в аренду, или иной вид пользования.

Более детальная разбивка имущественного страхования по видам включала в себя страхование сельскохозяйственных культур, животных, строений и другого имущества. В обязательном порядке эти виды страхования осуществлялись в колхозах и совхозах, в добровольном — в кооперативных и общественных организациях. Строения и животные в хозяйствах граждан страховались не только в обязательном, но и в добровольном порядке, домашнее имущество и транспортные средства — только в добровольном.

### Виды личного страхования
Личное страхование включало две отрасли: страхование жизни и от несчастных случаев. Разбивка по видам в рамках страхования жизни была следующей:
- смешанное страхование жизни;
- страхование детей;
- к бракосочетанию;
- пожизненное на случай смерти и утраты трудоспособности;
- на случай смерти и утраты трудоспособности;
- страхование пенсий.

К страхованию от несчастных случаев относилось:
- индивидуальное страхование от несчастных случаев;
- страхование работников за счёт организаций;
- страхование пассажиров (являлось единственным обязательным видом страхования).

К 1981 году доля застрахованных работников разных сфер экономики по страхованию жизни превысила 52 %, тогда как в 1970 году этот показатель был чуть ниже 17 %. Объём выплат в 1981 году составил 5 млрд руб., тогда как десятью годами ранее он был менее 1 млрд руб. Свыше 75 % выплат было связано с окончанием срока действия договора, то есть с дожитием застрахованного до этого момента.

### Реорганизация в обязательном страховании
С начала 1983 года в соответствии с Указом «О государственном обязательном страховании имущества, принадлежащего гражданам» обязательное страхование было расширено на жилые дома, дачи, садовые домики и хозяйственные постройки. Одновременно было увеличено число рисков по обязательному страхованию — сюда включались риски ущерба строениям в результате паводка, селя, цунами, выхода подпочвенных вод, аварий отопительной системы, водопроводной и канализационной сетей и пр. Страховая сумма устанавливалась в размере 40 % от их стоимости. Также был сокращён перечень отказов в страховом возмещении — в него вошли только случаи умышленной порчи имущества.
С 1983 года обязательному страхованию стал подлежать только крупный рогатый скот в возрасте от шести месяцев, а также лошади и верблюды в возрасте от одного года. Дополнительно крупный рогатый скот, лошади и верблюды могли быть застрахованы по добровольному страхованию. Исключительно в добровольной форме страховались овцы, козы, свиньи, ослы и мулы. По этому страхованию крупнорогатый скот мог страховаться в пределах 40 %, мелкий скот — в пределах 80 % от средней стоимости животного, в зависимости от вида и возраста. Стоимость определялась на основе государственных закупочных цен.
С 1984 г. государственное страхование стало распространяться на имущество совхозов, совхозов-заводов и другие сельскохозяйственные предприятия системы Министерства плодоовощного хозяйства СССР, но сельскохозяйственные предприятия других министерств и ведомств оно не охватывало.

## Годы перестройки
В годы перестройки в СССР началось разрушение монополии Госстраха СССР и Ингосстраха на страхование в СССР. Принятый Верховным Советом СССР Закон СССР от 26 мая 1988 года № 8998-XI «О кооперации в СССР» положил начало демонополизации страхового дела. Этим Законом предусматривалось, что кооперативы могли страховать своё имущество и другие имущественные интересы не только в органах государственного страхования, но и могли создавать кооперативные страховые учреждения, определять условия, порядок и виды страхования.
В 1990 году было принято два важных для демонополизации страхования Постановления Совета Министров СССР: № 590 от 19 июня 1990 года «Об утверждении Положения об акционерных обществах и обществах с ограниченной ответственностью и Положения о ценных бумагах» и № 835 от 16 августа 1990 года «О мерах по демонополизации народного хозяйства», которые разрешили функционировать на страховом рынке конкурирующим между собой государственным, акционерным, взаимным и кооперативным обществам.
Среди первых коммерческих страховых компаний, появившихся в конце 1980-х — начале 1990-х годов, можно отметить «АСКО», «Прогресс», «Россию», «Русь», «АстроВАЗ» .